# Moosach (metropolitana di Monaco di Baviera)
La  Moosach è una stazione della metropolitana di Monaco di Baviera nel quartiere di Moosach. 
L'inizio della costruzione avvenne il 7 ottobre 2004 e fu inaugurata l'11 dicembre 2010. La stazione è attualmente il capolinea della linea U3.
Le decorazioni sulle pareti sono state fatte dall'artista monacense Martin Fengel che ha fotografato piante, fiori ed insetti di Moosach e li ha poi ingranditi in gigantografie stile Pop Art.